# Ljudkomprimering
Ljudkomprimering är att minska informationsmängden som beskriver ljud.
När man digitaliserar ljud, samplar, läser man av signalen från exempelvis en mikrofon vid vissa tillfällen, till exempel regelbundet 44100 gånger per sekund (CD-kvalité) för att uppfylla Nyquistkriteriet. Med en samplingskvalité på 16 bit per samlingstillfälle och per kanal i stereo blir det 2·16·44100 = 1,4 Mbit/s = 176 kB/s. (Information anges ofta med enheten byte (B), 1 byte = 8 bit.)
För att göra ljudfiler mer hanterbara vill man ofta komprimera dem. Det finns två varianter, med och utan kvalitetsförlust.

## Med kvalitetsförlust
Vid så kallad destruktiv komprimering av ljud letar man efter en uppsättning sinus-kurvor som kombinerat liknar den ursprungliga samplingen. Målsättningen är att reducera den mängd data som krävs för att beskriva ljudet utan att kvalitetsförlusten blir alltför stor. Även om destruktiv komprimering - precis som namnet antyder - alltid rent tekniskt leder till en kvalitetsförlust, påverkar destruktiv komprimering ljudkvalitén avsevärt mycket mindre negativt än en motsvarande sänkt samplingsfrekvens.
Exempel på ljudformat som använder destruktiv komprimering är bland annat MP3, AAC och Ogg Vorbis.
När det gäller det populära ljudformatet MP3 anses det att man utan alltför stor kvalitetsförlust kan komprimera originalljudet till ca 1/10 av den ursprungliga storleken. Detta motsvarar ungefär en bithastighet på 128 kbit/s (kan även skrivas 128 kbps eller 16 kB/s).

## Utan kvalitetsförlust
Här letar man igenom filer och söker efter återkommande mönster och komprimerar enligt mer traditionella metoder. Denna teknik används i bland annat FLAC.
Denna sorts komprimering (med eller utan kvalitetsförlust) ska inte blandas ihop med den ljudkomprimering som görs med hjälp av en Kompressor (ljudteknik) som används för att jämna ut volymskillnader vid framställning och produktion av musik.